# Marco Antonio Jiménez González
Marco Antonio Jiménez González (Ciudad Guzmán Jalisco, 2 de marzo de 1981) es un exfutbolista mexicano que jugó en la demarcación de centrocampista.

## Trayectoria
Su formación como futbolista fue desde las categorías inferiores del Club Deportivo Guadalajara, empezó militando en el club en todas las categorías y posteriormente prestado al club Santos Laguna,y su destacada actuación lo hizo para que el Real Sociedad de Zacatecas lo  incursionará en su plantel donde haría su debut oficial el 27 de febrero de 2002 en la derrota frente al Correcaminos de la UAT dentro del verano 2002 logró jugar 11 partidos marcando un gol, luego fue al filial del Guadalajara el Tapatío, poco a poco fue teniendo regularidad y minutos aunque no garantizada la titularidad sin poder lograr subir al primer plantel y fue negociado al Club Celaya para el Apertura 2004 donde su nivel fue suficiente para que el apertura 2005 hiciera su debut en primera división con el Veracruz gracias al entrenador de ese entonces Juan Carlos Chávez que lo promovió al primer equipo, debutó el sábado 30 de julio de 2005 en la victoria frente al Atlas de Guadalajara de 2-1 jugó con ellos solo un año ya que para el apertura 2006 fue transferido al recién ascendido de categoría el Querétaro FC donde vivió la mala fortuna de descender aunque alternó partidos con el entonces filial de los gallos el Club Celaya, siguió con ellos en la división de ascenso hasta que logró el ascenso en el clausura 2009 cuando vencieron al Mérida FC.

Permaneció un torneo más con ellos en la primera categoría y luego fue cedido a préstamo con el Club Tijuana por seis meses luego de una buena temporada volvió a ser prestado esta vez para Universidad de Guadalajara donde estuvo un año y con actuaciones cumplidoras le valieron para retornar al Querétaro club con el milita hasta la fecha.

### Clubes
| Club                       | País                | Año             | Partidos | Goles | Media |
| -------------------------- | ------------------- | --------------- | -------- | ----- | ----- |
| Real Sociedad de Zacatecas | México              | 2002            | 11       | 1     | 0.09  |
| C.D. Tapatío               | México              | 2003 - 2004     | 34       | 2     | 0.06  |
| C. Celaya                  | México              | 2004 - 2005     | 31       | 1     | 0.06  |
| C. Veracruz                | México              | 2005 - 2006     | 18       | 0     | 0     |
| C. Celaya (Cárnet)         | México              | 2007            | 1        | 0     | 0     |
| Querétaro F.C.             | México              | 2006 - 2009     | 71       | 2     | 0.03  |
| C. Tijuana                 | México              | 2010            | 16       | 0     | 0     |
| Universidad de Guadalajara | México              | 2010 - 2011     | 32       | 2     | 0.06  |
| Querétaro F.C.             | México              | 2011 - 2017     | 155      | 1     | 0.01  |
| Total en su carrera        | Total en su carrera | 2002 - presente | 369      | 9     | 0.02  |

## Estadísticas

### Clubes
La siguiente tabla detalla los encuentros disputados y los goles marcados en los clubes en los que ha militado.
| R.S de Zacatecas · México                                                                             | 2.ª                 |                     |     |   |    |   |   |   |     |   |
| R.S de Zacatecas · México                                                                             | 2.ª                 | 2002                | 11  | 1 | -  | - | - | - | 11  | 1 |
| R.S de Zacatecas · México                                                                             | 2.ª                 | Total               | 11  | 1 | -  | - | - | - | 11  | 1 |
| C.D Tapatío · México                                                                                  | 2.ª                 |                     |     |   |    |   |   |   |     |   |
| C.D Tapatío · México                                                                                  | 2.ª                 | 2003                | 8   | 0 | -  | - | - | - | 8   | 0 |
| C.D Tapatío · México                                                                                  | 2.ª                 | 2003/04             | 26  | 2 | -  | - | - | - | 26  | 2 |
| C.D Tapatío · México                                                                                  | 2.ª                 | Total               | 34  | 2 | -  | - | - | - | 34  | 2 |
| C. Celaya · México                                                                                    | 2.ª                 |                     |     |   |    |   |   |   |     |   |
| C. Celaya · México                                                                                    | 2.ª                 | 2004/05             | 31  | 1 | -  | - | - | - | 31  | 1 |
| C. Celaya · México                                                                                    | 2.ª                 | 2007                | 1   | 0 | -  | - | - | - | 1   | 0 |
| C. Celaya · México                                                                                    | 2.ª                 | Total               | 32  | 1 | -  | - | - | - | 32  | 1 |
| C. Veracruz · México                                                                                  | 1.ª                 |                     |     |   |    |   |   |   |     |   |
| C. Veracruz · México                                                                                  | 1.ª                 | 2005/06             | 18  | 0 | -  | - | - | - | 18  | 0 |
| C. Veracruz · México                                                                                  | 1.ª                 | Total               | 18  | 0 | -  | - | - | - | 18  | 0 |
| C. Tijuana · México                                                                                   | 2.ª                 |                     |     |   |    |   |   |   |     |   |
| C. Tijuana · México                                                                                   | 2.ª                 | 2010                | 16  | 0 | -  | - | - | - | 16  | 0 |
| C. Tijuana · México                                                                                   | 2.ª                 | Total               | 16  | 0 | -  | - | - | - | 16  | 0 |
| U. de Guadalajara · México                                                                            | 2.ª                 |                     |     |   |    |   |   |   |     |   |
| U. de Guadalajara · México                                                                            | 2.ª                 | 2010/11             | 32  | 2 | -  | - | - | - | 32  | 2 |
| U. de Guadalajara · México                                                                            | 2.ª                 | Total               | 32  | 2 | -  | - | - | - | 32  | 2 |
| Querétaro F.C. · México                                                                               | 1.ª                 |                     |     |   |    |   |   |   |     |   |
| Querétaro F.C. · México                                                                               | 1.ª                 | 2006/07             | 10  | 0 | -  | - | - | - | 10  | 0 |
| Querétaro F.C. · México                                                                               | 2.ª                 | 2007/08             | 23  | 1 | -  | - | - | - | 23  | 1 |
| Querétaro F.C. · México                                                                               | 2.ª                 | 2008/09             | 30  | 0 | -  | - | - | - | 30  | 0 |
| Querétaro F.C. · México                                                                               | 1.ª                 | 2009                | 8   | 1 | -  | - | - | - | 8   | 1 |
| Querétaro F.C. · México                                                                               | 1.ª                 | 2011/12             | 33  | 0 | -  | - | - | - | 33  | 0 |
| Querétaro F.C. · México                                                                               | 1.ª                 | 2012/13             | 30  | 0 | 3  | 0 | - | - | 33  | 0 |
| Querétaro F.C. · México                                                                               | 1.ª                 | 2013/14             | 28  | 0 | 4  | 0 | - | - | 32  | 0 |
| Querétaro F.C. · México                                                                               | 1.ª                 | 2014/15             | 15  | 0 | 9  | 0 | - | - | 24  | 0 |
| Querétaro F.C. · México                                                                               | 1.ª                 | 2015/16             | 8   | 1 | -  | - | 0 | 0 | 8   | 1 |
| Querétaro F.C. · México                                                                               | 1.ª                 | 2016/17             | 13  | 0 | 6  | 0 | - | - | 19  | 0 |
| Querétaro F.C. · México                                                                               | 1.ª                 | 2017                | 2   | 0 | 4  | 0 | - | - | 6   | 0 |
| Querétaro F.C. · México                                                                               | 1.ª                 | Total               | 200 | 3 | 25 | 0 | 0 | 0 | 225 | 3 |
| Total en su carrera                                                                                   | Total en su carrera | Total en su carrera | 344 | 9 | 25 | 0 | - | - | 369 | 9 |
| (1)Incluye datos de la Copa México. (2)Incluye datos de la Liga de Campeones de la Concacaf (2015-16) |                     |                     |     |   |    |   |   |   |     |   |

## Palmarés

### Títulos nacionales
| Títulos      | Club           | País           | Año  |
| ------------ | -------------- | -------------- | ---- |
| Copa MX      | Querétaro F.C. | México         | 2016 |
| SuperCopa MX | Querétaro F.C. | Estados Unidos | 2017 |
|              |                |                |      |